# Stor-Åksjötjärnen
Stor-Åksjötjärnen är en sjö i Östersunds kommun i Jämtland och ingår i Indalsälvens huvudavrinningsområde.